# Pla de les Forques
El Pla de les Forques és una plana a 867 metres d'altitud al municipi de la Seu d'Urgell i, una part, de les Valls de Valira. El pla és en una zona elevada respecte a la Plana de la Seu, sota el Serrat de Calbinyà. N'hi ha una destinada a practicar l'aeromodelisme i el pla d'ordenació general urbanística preveu que formi part del Parc Territorial de la Valira.